# Joaquín Javier Curado
Joaquim Xavier Curado (Meia Ponte, actualmente Pirenópolis, Goiás, 2 de diciembre de 1746 – Río de Janeiro,  15 de septiembre de 1830) (conocido en castellano como Joaquín Javier Curado), fue un militar portugués y brasileño, barón y Conde de São João das Duas Barras.

## Carrera militar
Quedó huérfano de padre cuando era un adolescente y estudió en Río de Janeiro, pero abandonó la carrera de jurisprudencia para ingresar en el ejército.
En 1774, con el grado de alférez, participó en la guerra contra la campaña del virrey del Río de la Plata Pedro de Ceballos y, si bien no entró en lucha, obtuvo valiosos ascensos. Después de terminada la campaña en el sur, fue designado para defender a los habitantes de las capitanías de San Paulo y Minas Gerais, quienes sufrían de los saqueos de los indígenas, logrando restablecer la paz en la región. Por buenos servicios, el virrey lo elogió y agradeció, y el 20 de agosto de 1789 lo ascendió a teniente coronel de infantería. Más tarde fue gobernador de la región de Campos.
Fue designado una misión especial cerca de la corte de Lisboa, pero su nave fue apresada en alta mar por corsarios franceses, lo que le obligó a memorizar y destruir los documentos que transportaba. Encerrado en un calabozo de la región de Vizcaya, logró escapar y llegar meses después a Lisboa, donde finalmente cumplió su misión.
Volvió al Brasil y fue promovido al cargo de coronel y nombrado gobernador de la Capitanía de Santa Catarina el 8 de diciembre de 1800, cargo que ocupó hasta el 5 de julio de 1805.
A su regreso a Río de Janeiro pidió su reforma del ejército, que fue negada por el virrey Marcos de Noroña, conde de Arcos, que lo promovió al grado de Brigadier. 

## El carlotismo
En 1808 fue enviado a Buenos Aires y Montevideo, oficialmente para arreglar un tratado de comercio entre esos puertos y el de Río de Janeiro, pero extraoficialmente como enviado de la princesa Carlota Joaquina de Borbón, que pretendía establecer contacto con los partidarios de su coronación como reina del Río de la Plata, y posiblemente de toda América española, en ausencia del rey Fernando VII, preso en Francia. En marzo llegaba a Montevideo, pero ante el pedido de credenciales, contestó que no tenía ninguna. De modo que fue arrestado en el domicilio que ocupaba, hasta que en septiembre fue liberado y regresó a Río Grande del Sur.
Su gestión se vio muy complicada porque al mismo tiempo llegaron dos comunicaciones de la corte portuguesa, una de las cuales exigiendo la entrega de la Banda Oriental a Portugal, y otra reconociendo la autoridad española sobre esa provincia, al mismo tiempo que se exigía el reconocimiento de Carlota como reina. Sólo quedó de útil su información acerca de las defensas de la ciudad de Montevideo, y lo que pudo averiguar de las de Buenos Aires. Y también el plan que imaginó para la conquista de la Banda Oriental y de todo el virreinato rioplatense. A su regreso, el 13 de mayo de 1808, fue ascendido a mariscal de campo.

## Las invasiones a la Banda Oriental
Dos años más tarde pasó a Río Grande del Sur, a disposición del gobernador Diogo de Sousa, conde de Río Pardo. Al año siguiente participó de la invasión portuguesa de 1811 a la Banda Oriental – en apoyo de la ciudad realista de Montevideo, sitiada por los patriotas – como comandante de la división de ejército de la provincia de Río Grande. Mientres Sousa avanzó por el este, Curado lo hizo por la región del río Uruguay. Logró vencer en varios combates menores a los pocos gauchos que enfrentó, y ocupó la villa de Concepción del Uruguay, en Entre Ríos.
El armisticio entre el Primer Triunvirato y el virrey Francisco Javier de Elío lo obligó a retirarse.
Curdo fue promovido al grado de teniente general el 13 de mayo de 1813. 
Fue uno de los organizadores de la Invasión Luso-Brasileña de 1816 a la Banda Oriental y comandó la división que operaba desde Río Pardo. Venció en varias batallas menores a los lugartenientes de José Artigas, incluida la importante Batalla del Catalán. Esta victoria le valió la "Comenda de la Torre y la Espada", por los actos de valentía como el 2 º comandante del Ejército. Participó en las siguientes operaciones, estableciendo su cuartel general en el paso del Lageado, hasta la definitiva victoria de Tacuarembó, a principios de 1820.
Recibió el título de Comendador de la Orden Imperial de San Bento de Avís.

## El Imperio
Regresó a Río de Janeiro y fue designado miembro del consejo de guerra.
A partir del "Día de Fico" o del "Grito de Ipiranga", apoyó la revolución de la Independencia del Brasil. Organizó una división de 6.000 soldados brasileños y expulsó al general Avilez Zuzarte, comandante de las tropas portuguesas. 
Fue condecorado como Barón y Conde de Duas Barras, el 20 de octubre de 1825 y 7 de septiembre de 1826 respectivamente. y fue por mucho tiempo gobernador de armas de la corte, comandante de ceremonial militar y de la escolta y custodia del Emperador Pedro I de Brasil.
Pasó a retiro en 1828 y falleció en Río de Janeiro en septiembre de 1830.
En 2006 el senador brasileño Leandro Vilela, del Partido del Movimiento Democrático Brasileño, presentó el proyecto de ley N º 6.917/06, de registrar el nombre del General Curado Xavier en el Libro de los Héroes de la Patria.